# Ictinia
Ictinia es un género de aves que pertenecen a la familia Accipitridae.

## Especies
Incluye dos especies reconocidas, ambos nativos del continente americano:
| Especie                  | Nombre común          | Descriptor   |
| ------------------------ | --------------------- | ------------ |
| Ictinia mississippiensis | elanio del Mississipí | Wilson, 1811 |
| Ictinia plumbea          | elanio plomizo        | Gmelin, 1788 |